# Bård Eker
Bård Eker, född 3 oktober 1961 i Fredrikstad, är en norsk designer och affärsman. Mycket av Ekers affärs- och designverksamhet gäller snabba motorfordon av olika slag, men han har också bidragit till design av barnvagnsserie (Stokke)   Han har även varit roadracing- och racerbåtförare. med en omtalad världsmästartitel i den så kallade Offshore-klassen år 2005.
Bård Eker äger företagsgruppen Eker Group, där bland annat Eker Design och Hydrolift ingår. Eker Group är också delägare i flera andra företag. Eker bekräftade i juni 2009 att Koenigsegg låg i förhandlingar om förvärv av SAAB Automotive från GM. 24 november avbröts emellertid förhandlingarna från Koenigseggs sida då processen dragit ut för mycket på tiden och riskerna blivit för höga.